# Fort de Brégançon
Le fort de Brégançon est une résidence d'État utilisée comme lieu officiel de villégiature (principalement estivale) du président de la République française. 
Il est situé au bord de la Méditerranée, sur le territoire de la commune de Bormes-les-Mimosas (Var), sur le haut d'un piton rocheux de 35 mètres d'altitude et à quelques mètres de la côte du cap Bénat. La construction d'une jetée artificielle fut ordonnée par le général de Gaulle (à l'origine, il était séparé de la côte par un bras de mer et était donc situé sur une île). Cette jetée a été complétée par un terre-plein utilisé comme parking pour les personnels du lieu, pouvant également servir d'héliport.

## Toponymie
L’îlot est mentionné sous les formes Pergantion au VIe siècle (Étienne de Byzance) ; de Breganzone vers 1200. Il s'appelle Bregançoun en provençal.
La toponymie de Briançon aurait les mêmes origines.

## Historique

### Les premières occupations du site
Des Ligures y construisirent probablement un premier oppidum vers la fin du VIe siècle avant notre ère.
Entre le VIIe siècle et le VIe siècle av. J.-C., Brégançon devint un comptoir grec mentionné sous la forme Pergantion. Une première forteresse a été édifiée à l'époque mérovingienne, le domaine englobant également des terres du continent[réf. nécessaire].

### La forteresse du Moyen Âge
Dès le Moyen Âge, on trouve les traces d'une seigneurie (ou châtellenie) de Brégançon, organisée autour d'un château situé non pas sur l'îlot comme aujourd'hui, mais sur le continent.
Cette seigneurie est créée à la fin du Xe siècle, après l'expulsion des Sarrasins du Fraxinet en 972, au profit des vicomtes de Marseille.
En 1140, la seigneurie de Brégançon, qui était un arrière fief de la seigneurie d'Hyères, est concédée en même temps que cette cité à Pons, marquis de Fos, un fils cadet de la famille des vicomtes de Marseille.
En 1216, Raimond-Geoffroi de Fos, coseigneur d'Hyères avec son frère, vend ses biens, soit le château de Brégançon et un douzième de la seigneurie d'Hyères, à la communauté de Marseille. Il faut toutefois attendre 1223 pour que cette vente soit confirmée par les autres membres de la famille de Fos. Dans ce dossier de la succession de Raimond-Geoffroi de Fos datant de 1223, il est nommé castrum de Bragansono.
Le 6 juin 1257, les biens de la communauté de Marseille sont rachetés par le comte Charles d'Anjou, frère cadet du roi Louis IX (Saint Louis) et comte de Provence, à la suite de son mariage en 1246 avec l'héritière du comté, Béatrice de Provence. Celui-ci fait réaménager et rénover le château fort de Brégançon, toujours situé sur le continent. Il reste un lieu fréquenté par les membres de la maison d'Anjou, devenus rois de Sicile péninsulaire (Naples), lorsqu'ils sont de passage dans le comté de Provence : c'est le cas notamment de la reine Jeanne Ire qui y séjourne en janvier 1348, alors qu'elle fuit Naples, envahie par son cousin Louis Ier de Hongrie, pour se réfugier à Marseille puis rencontrer le pape Clément VI à Avignon. Après le retrait de Naples de Louis de Hongrie, la reine rentre dans ses États en faisant à nouveau un passage à Brégançon qu'elle donne, par un acte du 31 juillet 1348, à l'armateur marseillais Jacques de Galbert, qu'elle fait vice-amiral de Provence, pour le remercier de l'avoir transportée sur l'un de ses navires alors qu'elle fuyait son royaume. Mais elle reviendra sur cette donation en 1366.
Plus tard, durant la guerre de succession du royaume de Naples, qui oppose Charles de Duras puis son fils Ladislas à Louis Ier d'Anjou, puis sa veuve Marie de Blois, la seigneurie et le fort de Brégançon sont donnés par cette dernière en 1387 au condottiere génois Balthazar Spinola, qui a trahi le camp de Charles de Duras pour celui des Angevins. Il se sert de sa nouvelle propriété pour piller les côtes toulonnaise et hyéroise. Brégançon retourne au comte Louis II d'Anjou en 1405, Balthazar Spinola le cédant pour 200 florins.

### Le fort royal de la Renaissance

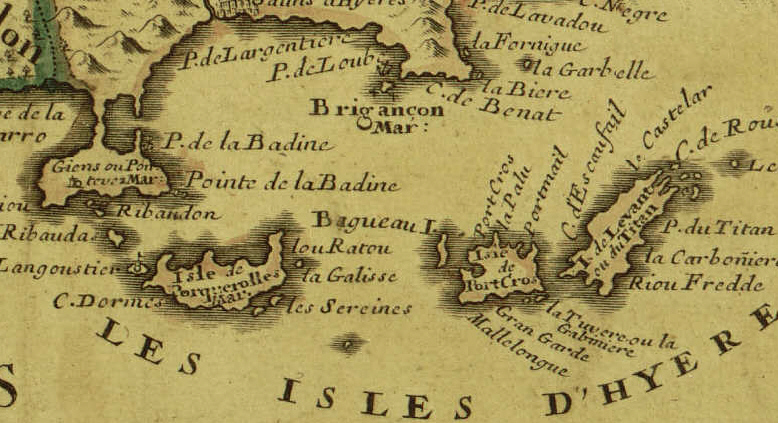
Détail d'une ancienne carte de 1707 par Jean Nicolas de Tralage montrant les îles et la baie d'Hyères et sur laquelle le fort est mentionné.

En 1481, Brégançon devient une forteresse royale en même temps que le comté de Provence est légué au roi Louis XI par son dernier titulaire Charles III. Le roi charge alors Palamède de Forbin, nommé gouverneur de Provence, ainsi que le gouverneur de Bourgogne Jean de Baudricourt, de prendre possession de ce nouveau territoire et de le sécuriser : l'artillerie et la navigation s'étant perfectionnées, le vieux château de Brégançon est jugé insuffisant pour la défense de la côte. C'est alors, en 1483, que Jean de Baudricourt fait placer le fort de Brégançon sur son îlot actuel.
Il est assiégé en 1524 par l'ancien connétable disgracié Charles III de Bourbon, passé au service de Charles Quint en 1523, et la forteresse ne résiste que quelques jours.
En 1531, Brégançon est inscrit dans le tout nouveau marquisat des Îles d'Or, créé par François Ier au profit de son général des Galères Bertrand d'Ornézan, également chargé du commandement du fort et de protéger la côte toulonnaise face aux raids ottomans. Ce marquisat revient un temps à la couronne en 1549, puis est immédiatement offert par Henri II à l'Allemand Christophe de Rocquendorf, qui le cède à son tour en 1552 à Gabriel de Luetz, seigneur d'Aramon et ancien ambassadeur de François Ier auprès des Ottomans à Constantinople. Ce n'est qu'après la mort de ce dernier en 1560 que Brégançon revient à la couronne, en 1561.
À l'exception de Charles IX, qui s'y arrête quelques heures le 30 octobre 1564 avec la reine-mère Catherine de Médicis et sa cour durant le Grand tour, aucun souverain n'y séjourne, le laissant sous le commandement de capitaines provençaux.
En 1574, Henri III, le frère de Charles IX, à peine devenu roi, élève la seigneurie de Brégançon en marquisat, au profit d'Antoine Escalin des Aimars, baron de La Garde-Adhémar, seigneur de Pierrelatte et général des galères. Devenue un bastion protestant, le fort est assiégé en 1578 par le chef des armées catholiques de Provence, le comte de Vins. Si le châtelain et la garnison se rendent seulement au bout de deux jours, ils sont tous massacrés.
En 1578, la seigneurie revient au domaine royal. Les besoins militaires nouveaux poussent alors le roi à décider que les seigneurs ne soient plus de droit capitaines du fort, dont le commandement doit être confié à un gouverneur.
En 1581, le marquisat est donné en adjudication à Boniface de La Môle, seigneur de Collobrières, tandis que le gouvernorat de la forteresse est confié en 1582 au capitaine des galères Melchior de Gasquy, issu d'une famille noble de Manosque. Le fils aîné de ce dernier, Joseph de Gasquy, devient à la suite du décès de son père gouverneur du fort en 1606. À sa mort en 1609, son frère cadet Honoré de Gasquy reprend la charge de gouverneur de Brégançon. À la mort de Boniface de La Môle, le marquisat revient de nouveau au domaine royal, puis est attribué par contrat d'engagement à Honoré de Gasquy le 20 juin 1619. Le gouvernorat et le marquisat sont de nouveaux réunis.

### Le fort duXVIIesiècleà la Révolution

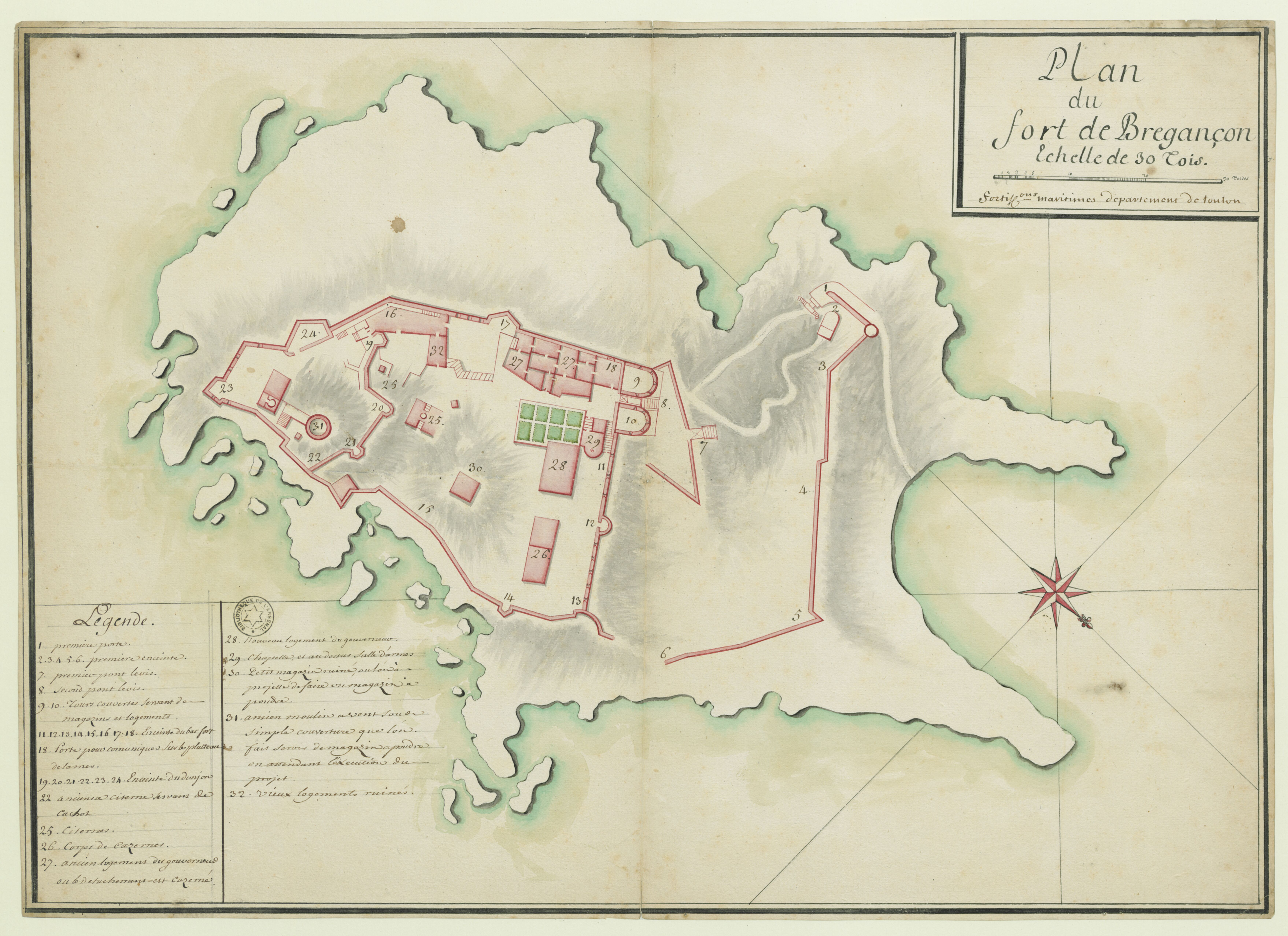
Plan de l'îlot et du fort de Bregançon, par Antibes de Bertaud en 1752.

Alors que la France s'engage dans la guerre de Trente Ans contre l'Espagne, le cardinal de Richelieu décide de réorganiser la défense des côtes toulonnaises et hyéroises et des îles environnantes : le fort de Brégançon prend alors sa forme actuelle. Les Gasquy , père et fils, réarment le fort et renforcent sa défense, très endommagée par les guerres de religion du siècle précédent.
Entre 1632 et 1640, Honoré de Gasquy acquiert par lots la seigneurie de Léoube, contiguë à celle de Brégançon. Ces terres restent dans la famille de Gasquy jusqu'au 20 octobre 1660, date à laquelle Claude, Jean et François de Gasquy, héritiers d'Honoré leur père, vendent le marquisat de Brégançon et la seigneurie de Léoube à Louis de Cormis de Beaurecueil, qui en rend hommage au roi le 18 juillet 1665, mais s'en sépare dès 1666 après que des incendies ont ravagé le domaine, et que la vente de 1660 fut annulée car les frères de Gasquy étaient seulement engagistes du marquisat, qui était un domaine inaliénable. La seigneurie de Léoube est rendue par décision de justice à la famille de Gasquy qui s'en sépare définitivement en 1679, et le marquisat de Brégançon fait retour aux domaine royal, qui l'administre jusqu'en 1714.
Le 22 décembre 1714, la seigneurie de Brégançon est de nouveau engagée à Joseph-Paul de Ricard, Conseiller au Parlement de Provence. À sa mort en 1741, son fils Louis-Hercule de Ricard prend les rênes du marquisat. Il meurt en 1747 avec pour seule descendance trois filles.
Ses héritiers se séparent donc de la seigneurie, qui est engagée en 1775 au profit d'Alexandre Pateron. Après avoir vainement tenté d'agrandir son domaine en faisant des procès à ses voisins, il se sépare de Brégançon au bout de quelques mois.
Finalement, le marquisat est engagé pour la dernière fois le 14 mars 1786 à Pierre Rouard, qui reste seigneur de Brégançon jusqu'à la Révolution, durant laquelle il est mis de fait un terme à l'existence juridique du marquisat. Trouvant le fort très inconfortable, il commence à faire réaménager une des fermes du domaine, pour la transformer en château. Les travaux ne sont pas interrompus par les évènements, ni les procès qu'il intente à ses voisins et aux communes d'Hyères et de Bormes, en vue d'agrandir son domaine.

### De la Révolution à aujourd'hui

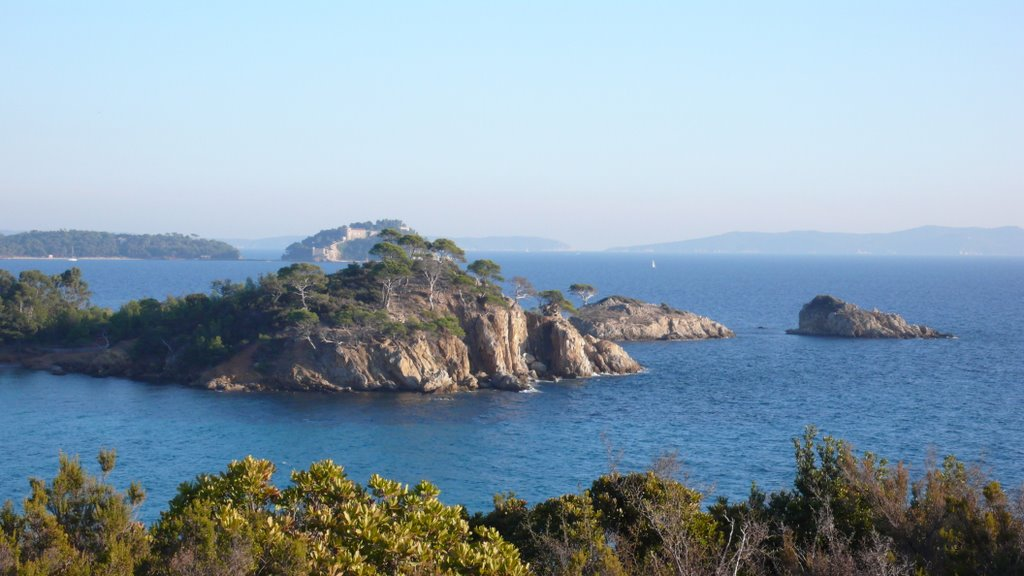
Vue du fort de Brégançon depuis le cap Léoube, situé au nord-ouest de celui-ci. En arrière-plan, à droite du fort, on aperçoit l'île du Levant et l'île de Port-Cros, deux des îles d'Hyères.

Durant la Révolution française, la garnison du fort intervient en 1789 pour protéger quelques possessions conservées par la marquise de Ricard qui sont attaquées par les paysans. Plus tard, en 1791, les armes de la garnison sont prises par le Club des Jacobins d'Hyères. Le fort attire à partir de 1793 l'attention de Bonaparte, nommé inspecteur des côtes après la prise de Toulon aux royalistes le 18 décembre 1793 (il y séjourne d'ailleurs durant l'hiver 1793-1794). Ainsi, une fois devenu premier consul en 1799, il le fait réparer et doter d'une importante artillerie, puis, après son sacre comme empereur, il fait renforcer sa garnison en 1805 par l'installation d'une compagnie de vétérans impériaux.
Le 29 août 1809, Napoléon tranche depuis Schönbrunn l'instance portée devant le Conseil d'État par Pierre Rouard. Ce dernier est débouté de toutes ses prétentions, et même exproprié du domaine, qui est définitivement détaché du fort.
Après plusieurs changements de propriétaires, le domaine est acquis en 1836 par la famille Chappon, qui termine les travaux commencés par Pierre Rouard, et embellit la demeure située sur le continent face au fort, qui est aujourd'hui connue sous le vocable « Château de Brégançon ». En 1880 Hermann Sabran, époux d'Hélène Chappon, alors avocat et administrateur des Hospices civils de Lyon, fait sien le projet de construire un hôpital à la mémoire de sa fille unique, Renée Sabran, décédée à l’âge de 9 ans. Il pense alors affecter une partie de sa propriété à la création de l’hôpital, mais l’éloignement d’Hyères et l’absence d’eau douce l’en détourne. C’est donc sur la presqu’île de Giens que le projet prend forme. L’Hôpital Renée-Sabran existe toujours. Hermann Sabran contribue également à l’expansion du vignoble, classé en AOC Côtes de Provence depuis 1955, aujourd'hui propriété de la famille Tézenas, descendante d'Hermann Sabran.
Propriété de l'État depuis la Révolution, le fort est détaché de son ancien terroir et reste une forteresse militaire. Le ministère de la Guerre y entreprend d'importants travaux après la guerre franco-prussienne de 1870, sans toutefois toucher à l'aspect extérieur de l'édifice, afin d'y installer des pièces d'artillerie modernes et un magasin à poudre. Il est encore occupé par une petite garnison durant la Première Guerre mondiale, avant d'être déclassé en 1919, tout en restant plus ou moins entretenu par les Travaux maritimes, qui dépendent du ministère de la Défense.

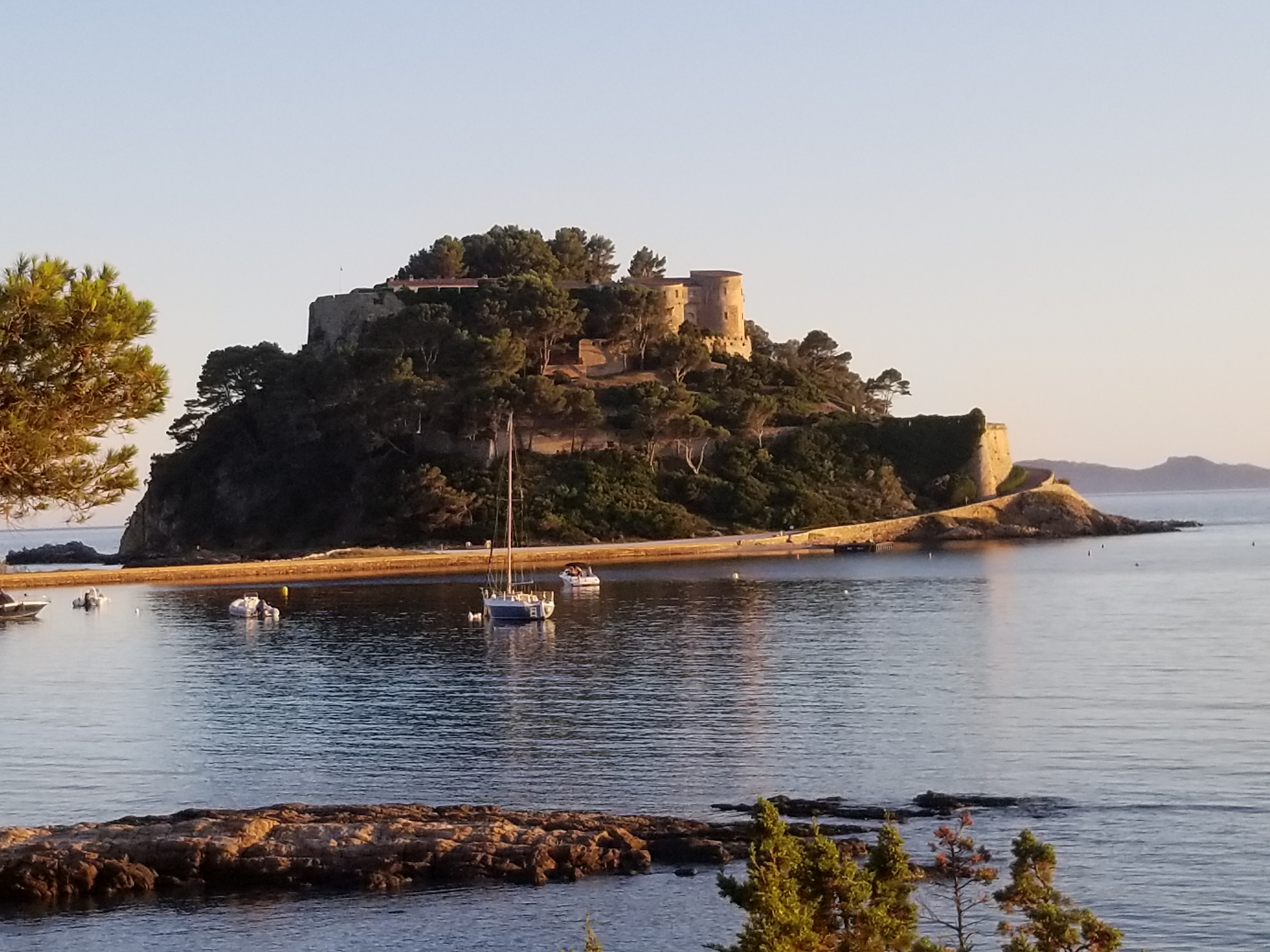
Le fort de Brégançon vu depuis la plage située au nord.

Il est classé comme site pittoresque par l'arrêté du 27 décembre 1924 mais continue de se délabrer. Resté propriété de l'État, il est néanmoins loué entre 1924 et 1963 à des particuliers, les Tagnard, de riches promoteurs originaires de la ville voisine d'Hyères, puis Robert Bellanger, ancien député, ancien sénateur d'Ille-et-Vilaine, et ancien sous-secrétaire d'État à la Marine en 1930, qui restaure et aménage le fort (apport de l'eau et de l'électricité, création d'un jardin méditerranéen, construction d'une muraille et de la digue qui relie la route à l'îlot) en lui laissant son aspect extérieur primitif.
Le bail de Robert Bellanger ayant expiré en 1963, l'État reprend possession du fort. Le général de Gaulle y réside le 25 août 1964 lorsqu'il vient assister aux cérémonies commémorant le vingtième anniversaire du débarquement de Provence. S'il n'est pas séduit par le lieu (il ne supporte ni les moustiques ni le lit, trop petit pour lui), il est convaincu de l'utilité du fort par le député-maire de Saint-Raphaël René-Georges Laurin, et le fait réaménager, pour un coût de 3 millions de francs. Un arrêté du 5 janvier 1968 affecte Brégançon à titre définitif au ministère des Affaires culturelles, afin qu'il serve de résidence officielle au président de la République française, notamment en lieu de villégiature. C'est Pierre-Jean Guth, architecte de la Marine nationale et lauréat du prix de Rome, qui aménagea en 1968 le fort en résidence, tout en préservant ce qui restait de la forteresse originelle,. Le fort et l'îlot font l’objet d’un classement au titre des monuments historiques depuis le 25 septembre 1968. En dehors des présidents de la République, des gendarmes et des gardes républicains sont les seuls occupants réguliers du fort.

## Architecture et décoration

### Architecture et organisation des lieux

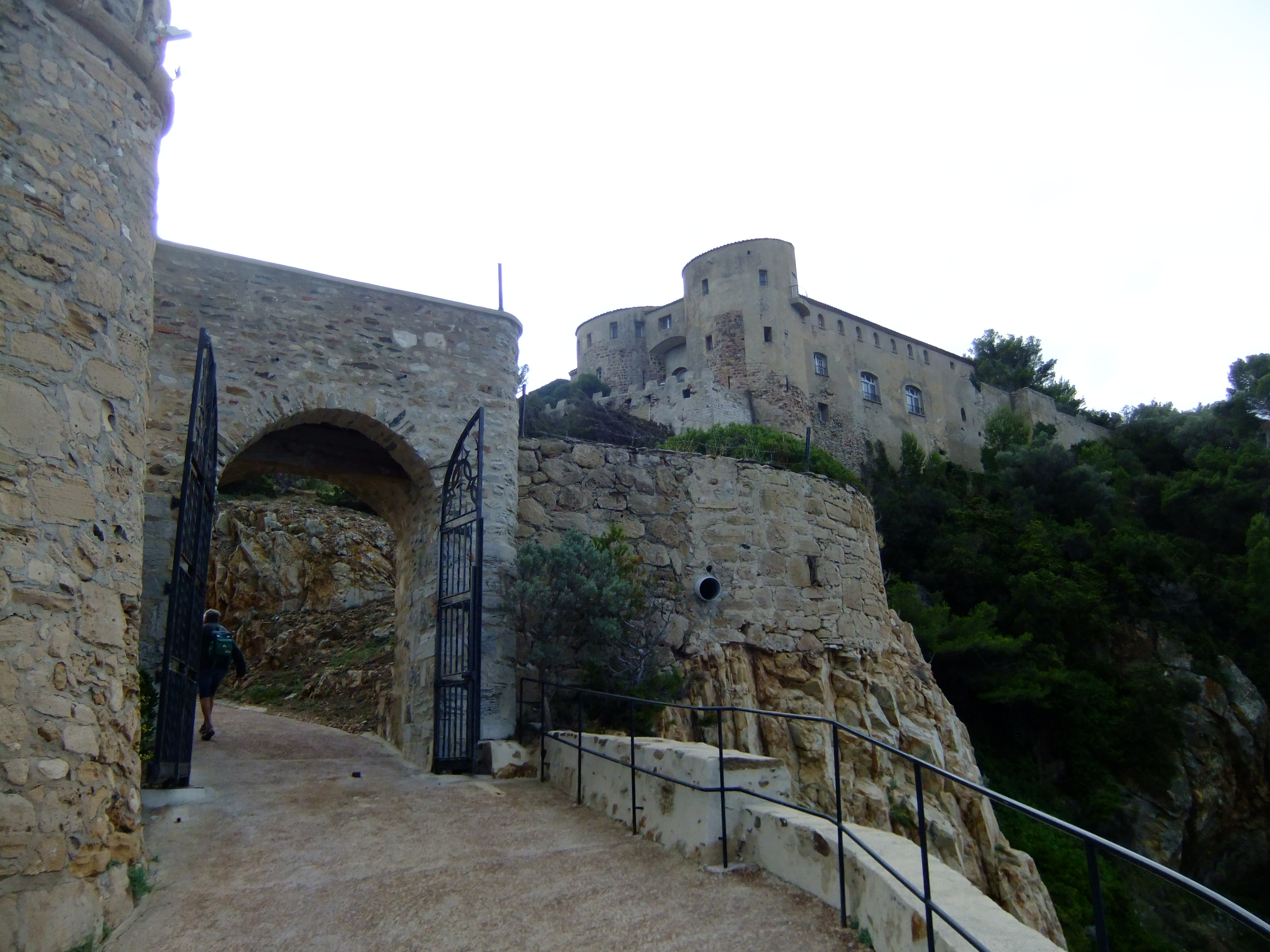
Portail d'entrée de l'enceinte du fort.

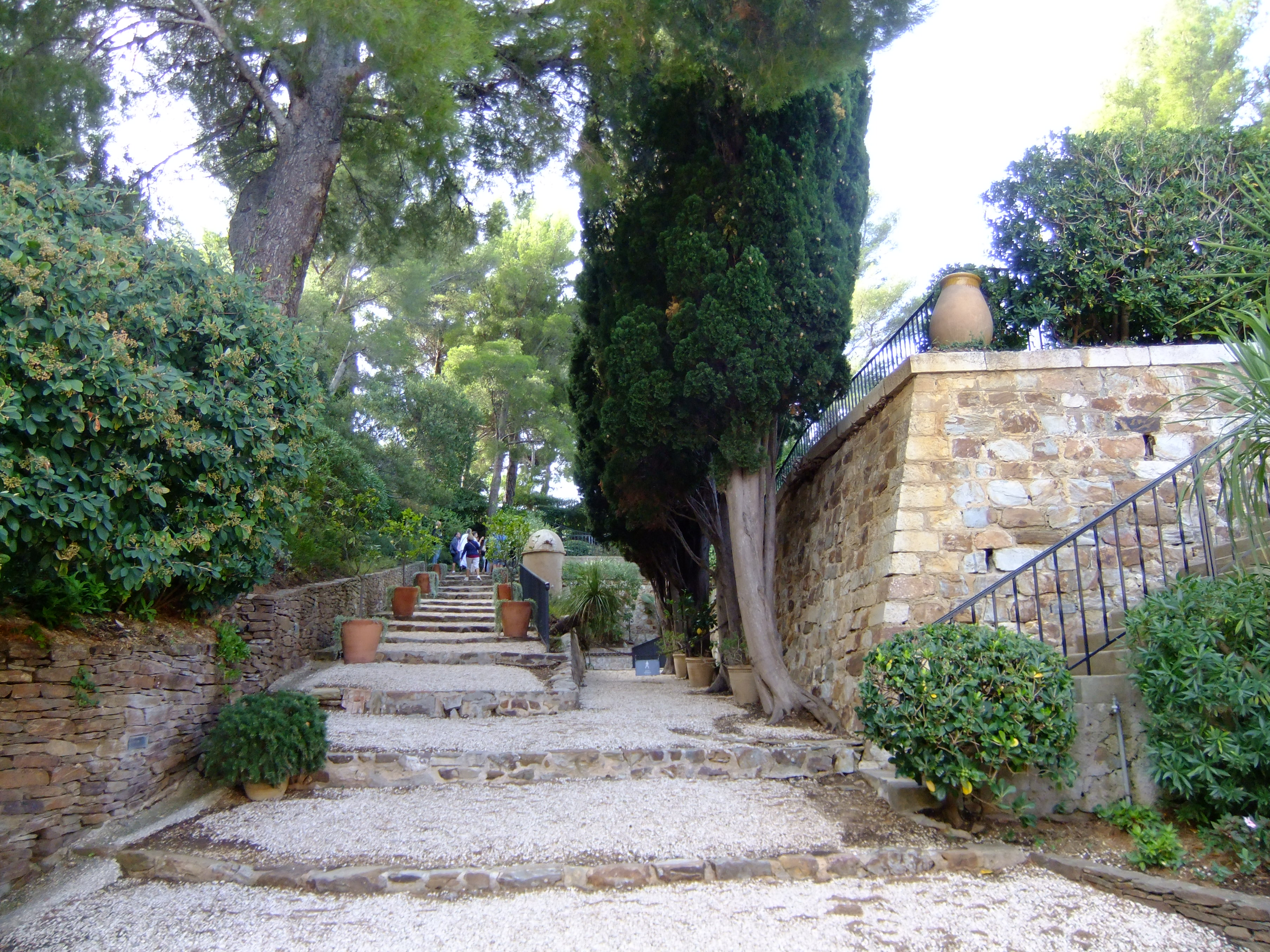
L'allée centrale du fort.

Le bourg castral de Brégançon a été édifié sur un îlot rocheux de 2 000 m2 culminant à une altitude de 25 mètres. L'accès se fait par un pont-levis qui franchit le fossé creusé dans le rocher et donne sur le châtelet d'entrée flanqué de deux tours rondes. Il ne subsiste qu'un pan du mur d'enceinte, percé d'archères en fente longue. Le village et son église ont disparu. Les autres bâtiments ont été recouverts par les constructions modernes conçues par l'architecte Pierre-Jean Guth. Il s'agit d'« une demeure blanche en angle, d'allure presque modeste. D'un côté, l'aile présidentielle, de l'autre, celle des invités et du service de sécurité (cinq chambres au premier étage pour les invités et d'autres au rez-de-chaussée pour le personnel). Au rez-de-chaussée, un hall d'honneur dont le sol est recouvert de tomettes, deux salons, une salle à manger et des cuisines. À l'étage se trouvent le bureau présidentiel et les chambres, de taille moyenne. En raison du passé militaire du bâtiment, les fenêtres sont petites. Le tout, conçu entre 1964 et 1968, années où l'État a récupéré l'usage de Brégançon, est fonctionnel et frais l'été ». « L’appartement du chef de l’État se trouve à l’étage. Il comprend un bureau dans la tour, une antichambre entre les deux tours et une salle de bains. La chambre avec balcon est située dans la tour ouest et, comble du raffinement, le lit provençal est tourné vers la mer avec vue sur l’île de Porquerolles. »
Une pelouse entretenue donnant sur la mer se trouve devant la chambre présidentielle (Jacques Chirac affirmait s'y « emmerder »). Un jardin « biscornu » entoure la demeure, avec notamment des bougainvilliers, mimosas, pins parasols, pins d'Alep, lauriers, agaves ou encore des oliviers. Il n'y avait pas de piscine jusqu'en 2018 mais une minuscule plage privée (totalement artificielle), accessible par une descente abrupte (Valéry Giscard d'Estaing la fit protéger par un épis de rochers) ; derrière des bouées de sécurité, la plage est observable par les paparazzis ou les touristes, ce qui rend l'endroit moins privé, mais donne l'occasion au chef de l'État de se montrer en baignade, ce qui peut parfois être considéré comme de la communication politique.
Le président Emmanuel Macron fait construire une piscine en 2018.

### Éléments décoratifs
Parmi les éléments de décoration existe, dans l'entrée du fort, une mosaïque offerte par le président tunisien Habib Bourguiba à Valéry Giscard d'Estaing. Le Figaro note : « aujourd'hui, il ne reste que quelques sièges Paulin [meubles contemporains ajoutés par Claude Pompidou et en grande partie retirés par Valéry Giscard d'Estaing], à peine identifiables car disséminés dans le fort. Les petits salons ressemblent à un intérieur bourgeois : canapés fleuris, petits sièges coordonnés, grands tapis bicolores issus d'Aubusson ou de Cogolin. Il n'y a pas de mobilier d'exception à Brégançon, qui n'a jamais été un palais fastueux. Faute d'investissements, les salles de bains, bien que confortables, sont datées dans leur décoration ». Sous Valéry Giscard d'Estaing également sont installés dans l'entrée une toile représentant un bouquet du peintre Pierre-Joseph Redouté, dans l'escalier une lithographie de Joan Miró et dans le bureau deux autres de Sonia Delaunay.
Ouvert au public à partir de 2014, le fort a été en partie réaménagé, notamment le hall d'honneur du pavillon présidentiel, où sont exposés des cadeaux officiels faits au président François Hollande (notamment une mini-oasis en or offerte par l'Arabie saoudite, un vase en verre soufflé remis par Joe Biden, trois services à thé offerts par le président chinois Xi Jinping et une parure de bureau, cadeau du roi du Maroc Mohammed VI), la salle à manger officielle (une grande table en noyer y est dressée avec un service Haviland, ainsi qu'une petite table, où Nicolas Sarkozy prenait son petit-déjeuner, avec un service Moustier, créé spécifiquement pour Brégançon) et le bureau présidentiel dans la tour est, où des livres ont été rajoutés ; une galerie des portraits présidentiels a également été créée.

### Classement patrimonial
L'îlot et le fort de Brégançon sont protégés en tant que site archéologique, en tant que site naturel classé depuis le 27 décembre 1924 puis en 1962, et au titre des monuments historiques le 25 septembre 1968,.

## Résidence officielle de la présidence de la République

### Les présidents de laVeRépublique et Brégançon

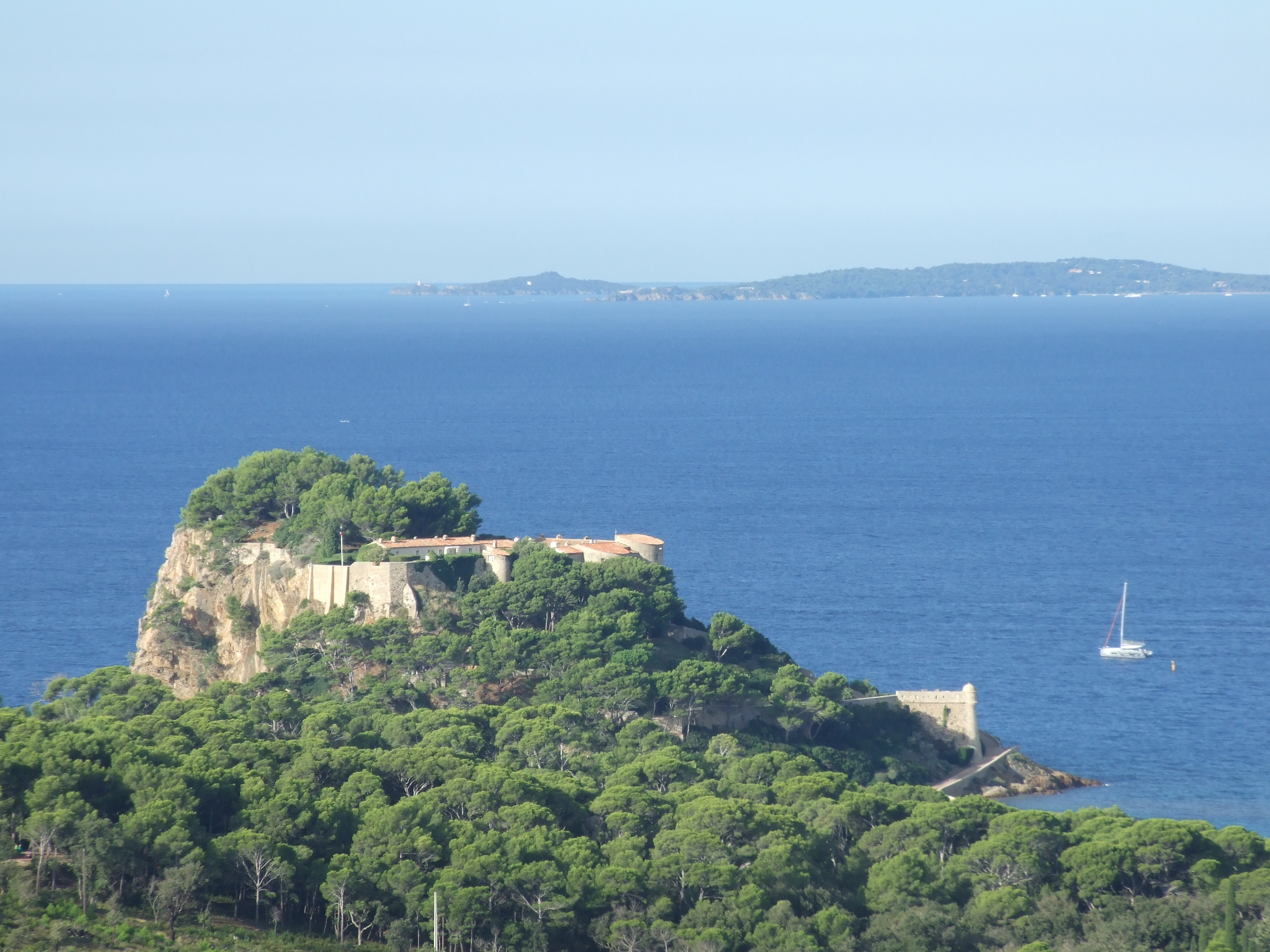
Le fort vu depuis le Nord-Est.

#### Le général de Gaulle, ou une installation chaotique
Charles de Gaulle est le premier président de la République française à avoir dormi au fort de Brégançon. Le 25 août 1964, alors qu'il se rend à Toulon pour présider le 20e anniversaire du débarquement de Provence, il faut lui trouver une résidence pour l'accueillir, les hôtels de la région affichant complet en cette période estivale. On lui annonce qu'une forteresse militaire, spécialement aménagée pour l'occasion, est prête. Or la demeure ne convient pas au Général, qui trouve le lit trop petit et est dérangé par les moustiques pendant la nuit. Le général de Gaulle salue l'histoire de ce site militaire mais, après cette nuit « cauchemardesque », jure de ne jamais y retourner. À partir de cette date, le couple de Gaulle préférera passer ses vacances à Colombey-les-Deux-Églises,.
Un décret en date du 5 janvier 1968 en fait pourtant la résidence estivale officielle du président de la République.

#### Le couple Pompidou, adepte des séjours à Brégançon
Le couple Pompidou est le premier à faire du fort de Brégançon une résidence de villégiature. Georges et Claude Pompidou s'y rendent en août 1969, puis y passent leurs week-ends, été comme hiver. Passionnés d'art moderne, ils aménagent l'intérieur de la forteresse. Claude Pompidou fait ainsi installer de nouvelles décorations dans le fort, certaines signées du designer Pierre Paulin, qui s'était déjà illustré au palais de l'Élysée (fauteuils modernes en cuir blanc, tables en plexiglas, sculptures abstraites, bois africain et acier scandinave),. Le couple y organise également des journées portes ouvertes pour les journalistes, qui ne peuvent pas pénétrer dans le bâtiment mais photographient le président sans cravate et son épouse dans une tenue moderne.
Le président y dispute des parties de pétanque avec ses gardes du corps.

#### Brégançon, outil de communication de Valéry Giscard d'Estaing
Deux ans après son accession à la présidence de la République, Valéry Giscard d'Estaing se rend à Brégançon pour y passer les vacances de Pâques, puis les vacances d'été. Au mois d'août, tandis que la démission du Premier ministre Jacques Chirac est rendue publique et qu'il désigne l'économiste Raymond Barre pour le remplacer, le président Giscard d'Estaing passe un week-end à Brégançon avec son épouse Anne-Aymone, avant de revenir au palais de l'Élysée pour présider le Conseil des ministres. Quelques semaines avant la démission du Premier ministre, celui-ci est invité avec son épouse au fort pour dîner, et ce en compagnie du professeur de ski nautique du chef de l'État, après avoir été installé pendant l'apéritif avec Bernadette Chirac sur des tabourets pendant que le président et son épouse disposent de fauteuils ; cet épisode est vécu comme une humiliation par Jacques Chirac,.
Alors que son épouse réalise des compositions florales et installe du mobilier style Louis XVI aux tons vert pomme et rose ancien, dont un balustre de chapelle, des tapis de Cogolin, une vaisselle et des nappes fleuries (mobilier resté peu ou prou le même depuis), le président se divertit au fort en pratiquant le tennis ou la voile. Le couple Giscard d'Estaing fait notamment creuser une terrasse et construire un dôme dans la salle à manger,.
« Soucieux d'afficher une image moderne, le président en profitait pour se présenter aux Français en maillot de bain ou en espadrilles ». Il retire toutefois le mobilier contemporain choisi par le couple Pompidou et aménage le salon de la chapelle devenu un salon de télévision. Le couple s'y rendait trois fois par an : une semaine pendant l'été, à la Pentecôte et un week-end pendant l'hiver. Ils font également équiper le fort de caméras de vidéosurveillance. C'est sous sa présidence que le fort acquiert une exposition nationale et que les paparazzi se mettent à rôder aux alentours.

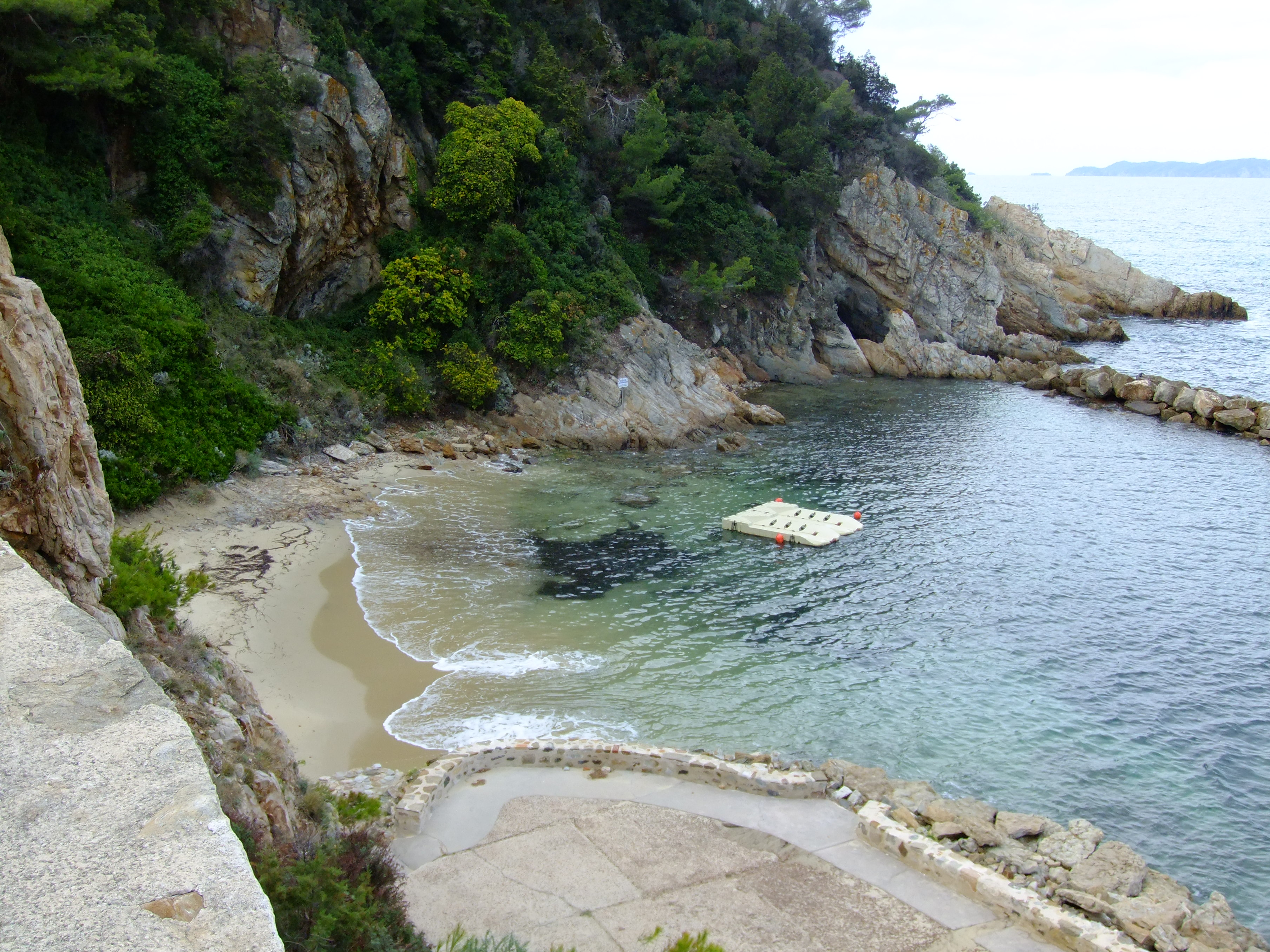
Plage présidentielle privée au pied du fort.

Valéry Giscard d'Estaing donne une interview télévisée au fort de Brégançon, le 26 février 1978, dans le cadre de la campagne des élections législatives.
Dans ses mémoires, il note : « À la sortie de l'église [sur le continent], je signais des autographes et serrais les mains qui se tendaient. […] Dans la voiture, je gardais ensuite la fenêtre ouverte pour ne pas insérer un écran de glace entre les visages bienveillants et curieux, et le personnage que j'étais devenu pour eux, rendu mystérieux et comme inaccessible par sa fonction ».

#### François Mitterrand, déserteur du fort
Après la victoire de la gauche en 1981, le Premier ministre Pierre Mauroy déclare : « La République n'a pas besoin de résidences secondaires », mais le fort de Brégançon reste finalement dans le giron présidentiel.
François Mitterrand est, avec le Général de Gaulle le président à s'être le moins rendu au fort de Brégançon, préférant passer ses vacances à Latche ou à Gordes. En août 1985, il y reçoit le chancelier allemand Helmut Kohl, puis le Premier ministre irlandais Garret FitzGerald. Il s'y rend également en 1986, peu après le début de la première cohabitation. Accompagné de son fils Gilbert, il y organise aussi sa dernière conférence de presse en tant que président de la République, en avril 1995, notamment pour éteindre les rumeurs sur sa maladie.

#### Jacques Chirac, fidèle à Brégançon

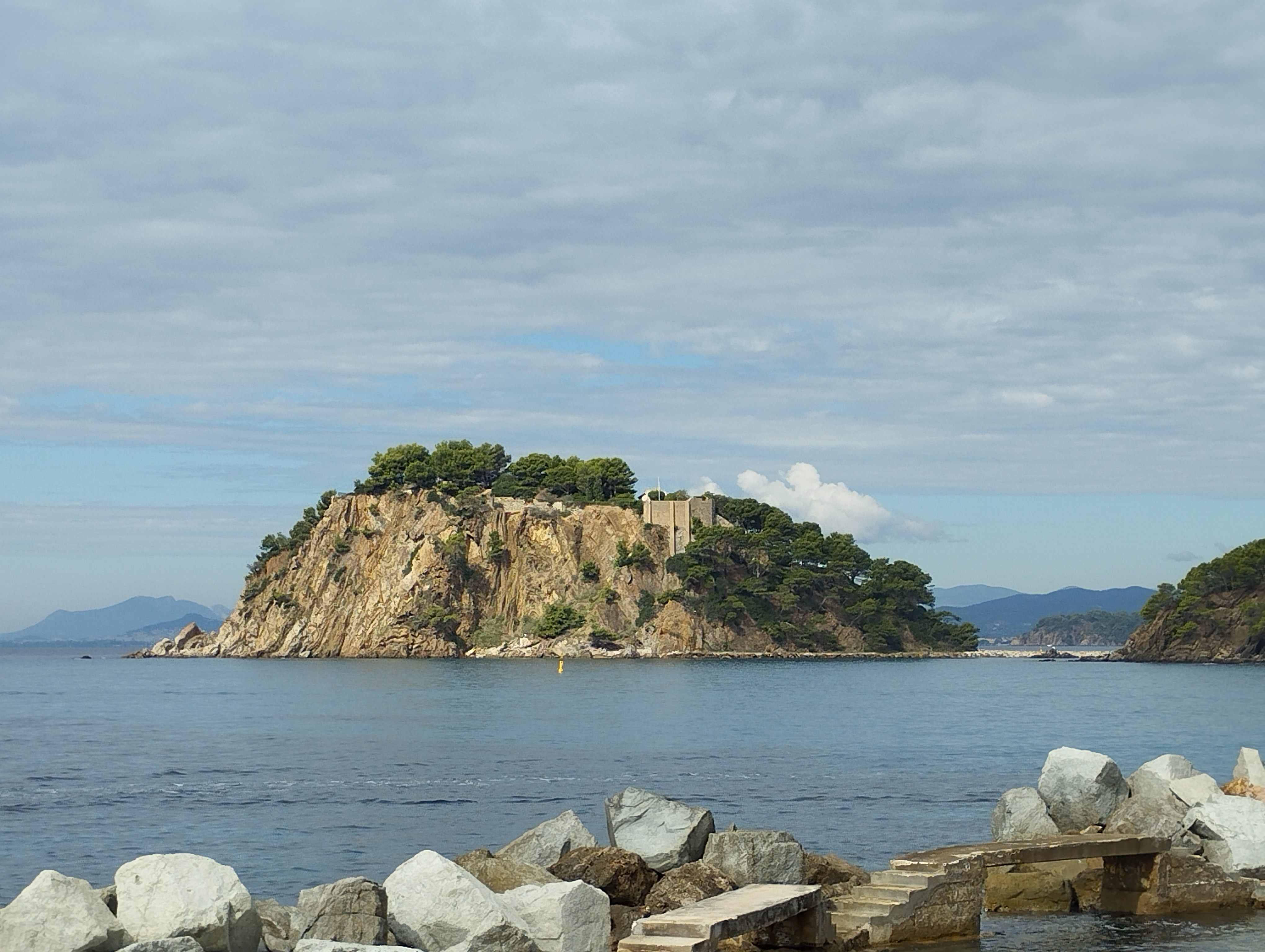
Le fort de Brégançon vu coté est, depuis le port de La Reine Jeanne.

Jacques Chirac et son épouse Bernadette se rendent à Brégançon dès l'été 1995, juste après son élection. Le couple présidentiel se rend souvent à la messe, salue les badauds et les touristes et visite la région. Mais Jacques Chirac « s'y ennuie plutôt » et un de ses visiteurs dira même du fort « c'est une prison plus qu'autre chose » ; il préfèrera passer ses vacances suivantes à La Réunion ou sur l'île Maurice. L'ancien ministre Hubert Falco raconte : « Jacques Chirac m'invitait pour l'apéritif. Le président cultivait la simplicité. On mangeait des salades et des grillades ». Bernadette, elle, « adore cette maison où règne le bon goût » et y vient parfois seule, ou accompagnée de sa mère et ses filles.
Au printemps 1997, le président y organise un week-end de travail en présence de Dominique de Villepin, quelques jours avant la dissolution de l'Assemblée provoquant des élections législatives. En 2001, il y reçoit le président algérien Abdelaziz Bouteflika pour déjeuner, afin d'apaiser les relations franco-algériennes après que ce dernier a traité les harkis de « collabos ».
Le 4 août 2001, quatre paparazzi photographient Chirac dans le plus simple appareil, regardant aux jumelles un hélicoptère décoller du yacht des frères Schumacher, mais les photos jugées dégradantes ne seront pas publiées. En avril 2007, le président Chirac effectue une dernière visite à Bormes-les-Mimosas, où il est longuement applaudi à la sortie de la messe. Un an auparavant, il est le premier président à accepter de laisser une équipe de presse (en l'occurrence Paris Match) photographier le bureau présidentiel.
Le couple Chirac apporte quelques modifications décoratives, notamment dans l'antichambre et le salon vert,. Conviant parfois au fort des locaux, Bernadette Chirac rencontre un peintre amateur du nom de Schössow, qui lui offre une toile présentant un paysage provençal qu'elle accroche ensuite au-dessus de la cheminée du salon.

#### Le nouveau style présidentiel de Nicolas Sarkozy

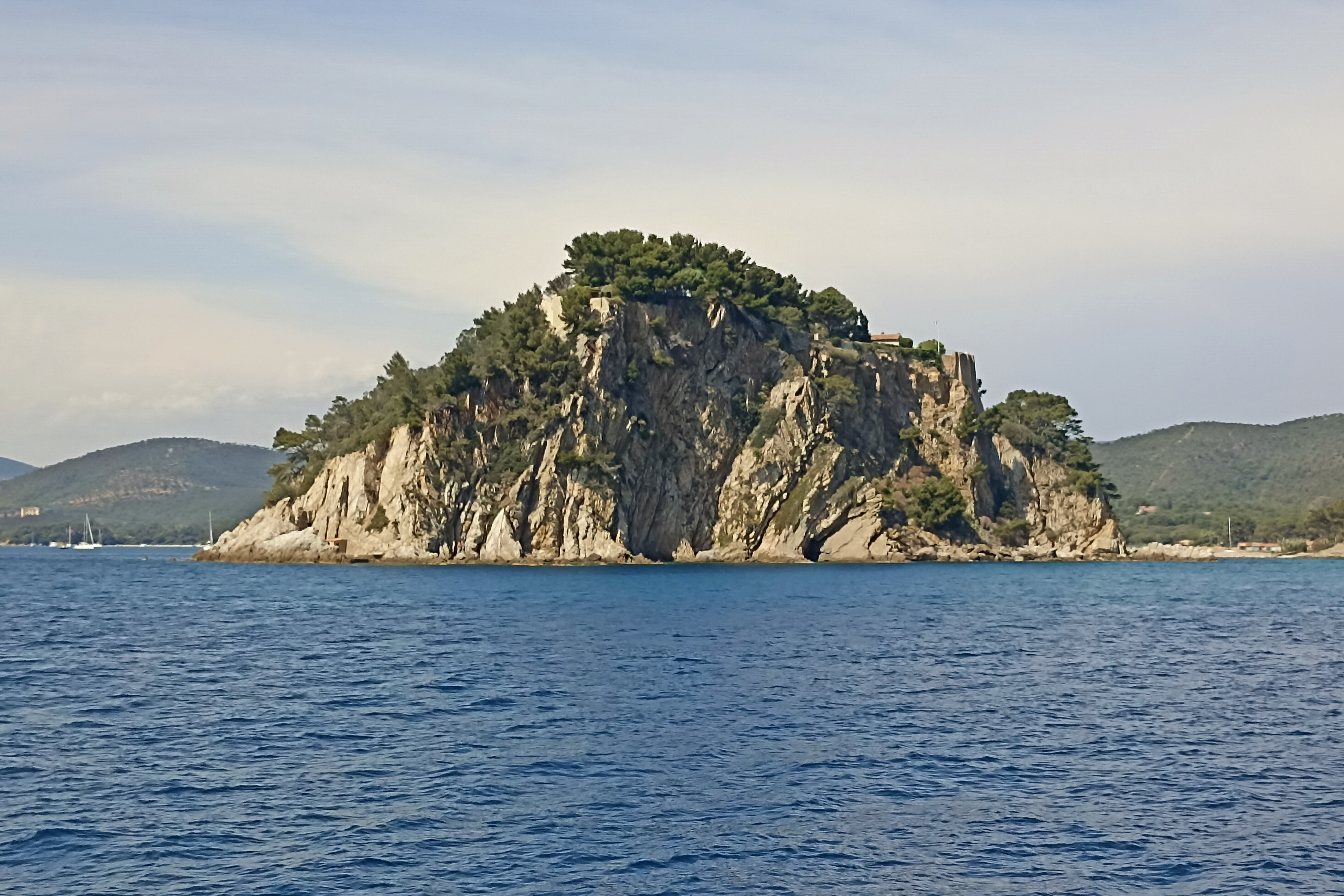
Le côté sud de l'ilôt rocheux de Brégançon vu depuis la mer.

Nicolas Sarkozy se rend à quatre reprises dans le fort avec son épouse Cécilia. Cette dernière était allée à Brégançon avec l'une de ses filles dès le lendemain de l'investiture de son époux, le 17 mai 2007. Pendant le week-end de la Pentecôte, quelques jours plus tard, le chef de l'État se laisse filmer par les caméras de télévision lors de son jogging quotidien, saluant les touristes venus sur son passage. La presse parle d'un « nouveau style de communication présidentielle ». Le président fait notamment installer des écrans plats dans les pièces.
Se souvenant des trois parasols bleu, blanc et rouge plantés sur la plage, le conseiller en communication du président Franck Louvrier note : « Quand on est chef de l'État, c'est à Brégançon que l'on doit vraiment se sentir prisonnier de la fonction ».
Après son divorce d'avec Cécilia, le chef de l'État se rend dans la propriété familiale des Bruni Tedeschi, copropriété de sa nouvelle épouse, Carla Bruni-Sarkozy, au cap Nègre, dans la commune voisine du Lavandou. Néanmoins, il continue à se rendre au fort de Brégançon, en particulier à l'été 2011, où il est pris en photo sur la plage aux côtés de son épouse, enceinte.

#### François Hollande et l'ouverture au public
D'abord fidèle à une certaine tradition, François Hollande, le nouveau président français, réoccupe le fort durant l'été 2012 pour ses vacances avec sa compagne, Valérie Trierweiler. Le fort n'est pas ouvert durant les Journées du patrimoine de la même année. Mais l'année suivante, François Hollande renonce à se rendre à Brégançon (le couple en a gardé « un goût amer », la presse ayant reproché à la compagne du chef de l'État d'avoir acheté des coussins luxueux pour rembourrer les chaises du fort, lesquels ont depuis été récupérés par le Mobilier national). Et le 12 octobre 2013, il annonce sa décision de l'ouvrir au public (le fort restant cependant une résidence officielle du président de la République, contrairement à ce qui a pu être annoncé à l'origine à la suite d'une communication floue). Sa gestion est assurée par le Centre des monuments nationaux à partir du 26 juin 2014 (jusqu'à l'été 2018) et les visites ont été réalisées pendant la saison d'été du 29 juin 2014 au 28 septembre 2014. Son coût d'entretien est de 200 000 € par an ; cette décision a donc pour but d'atteindre un équilibre financier. Le président garde toutefois la possibilité d'y séjourner à tout moment : le bureau présidentiel est visitable, mais ses appartements privés ne le sont pas.

#### Emmanuel Macron

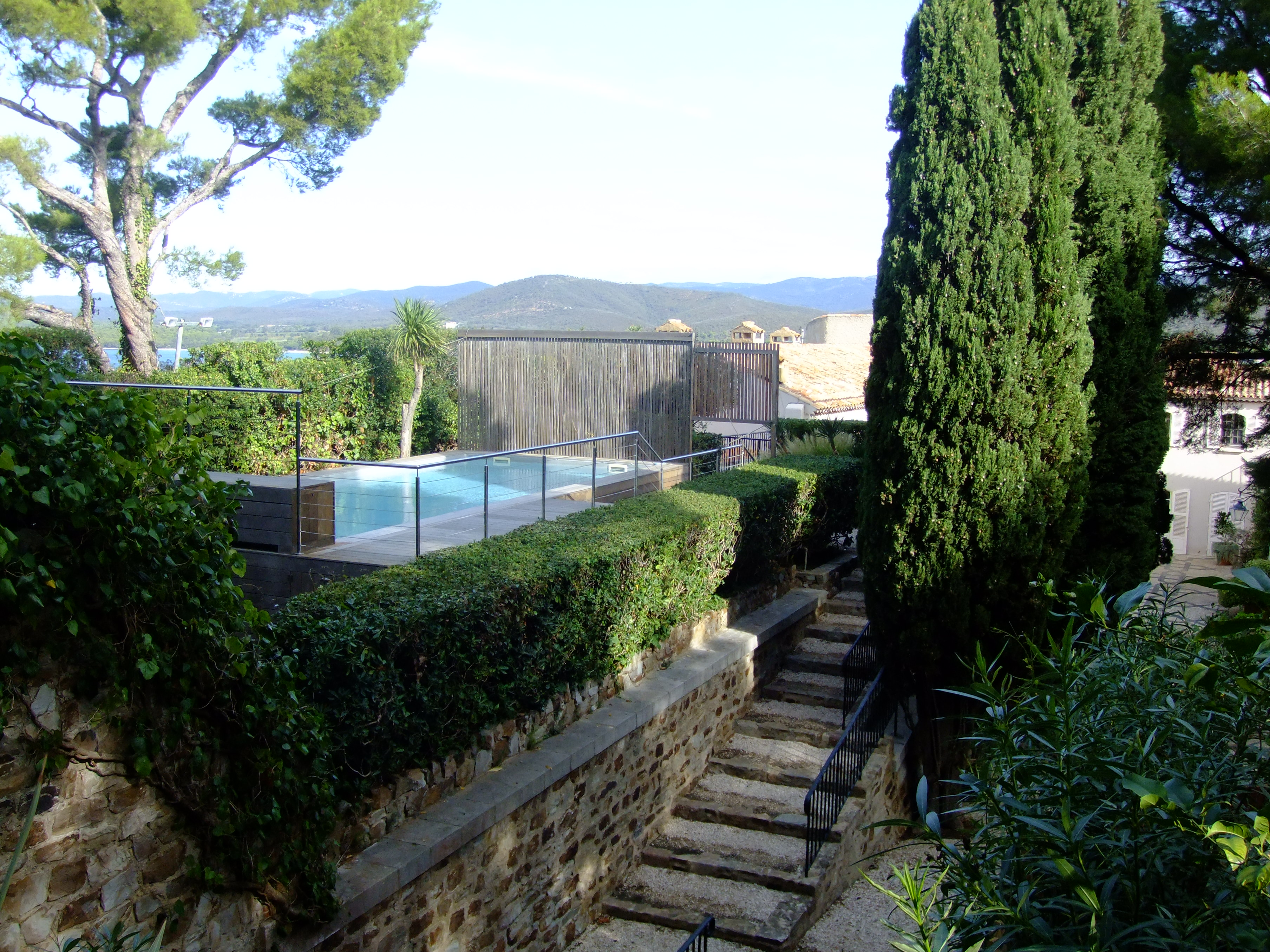
Piscine présidentielle du fort.

Le fort, qui était jusqu'ici géré par le Centre des monuments nationaux, repasse sous la gestion directe de l'Élysée, mais reste ouvert au public en l'absence du couple présidentiel. Le président de la République fait réaliser des travaux de rafraîchissement et installer une piscine hors sol d'une valeur de 34 000 euros. Le week-end de l'Ascension 2018, les 11 et 12 mai 2018, Emmanuel Macron se rend avec son épouse, pour la première fois, au fort de Brégançon. Il y revient au mois d'août suivant.
Dès lors, le couple présidentiel revient chaque année passer ses vacances d'été à Brégançon. La chancelière allemande Angela Merkel est reçue au fort en août 2020. Le 3 août 2021, Emmanuel Macron s'adresse aux Français sur les réseaux sociaux depuis Brégançon au sujet de la pandémie de Covid-19. En août 2022, le président reçoit au fort la Première ministre Élisabeth Borne pour une séance de travail.

### Visites officielles

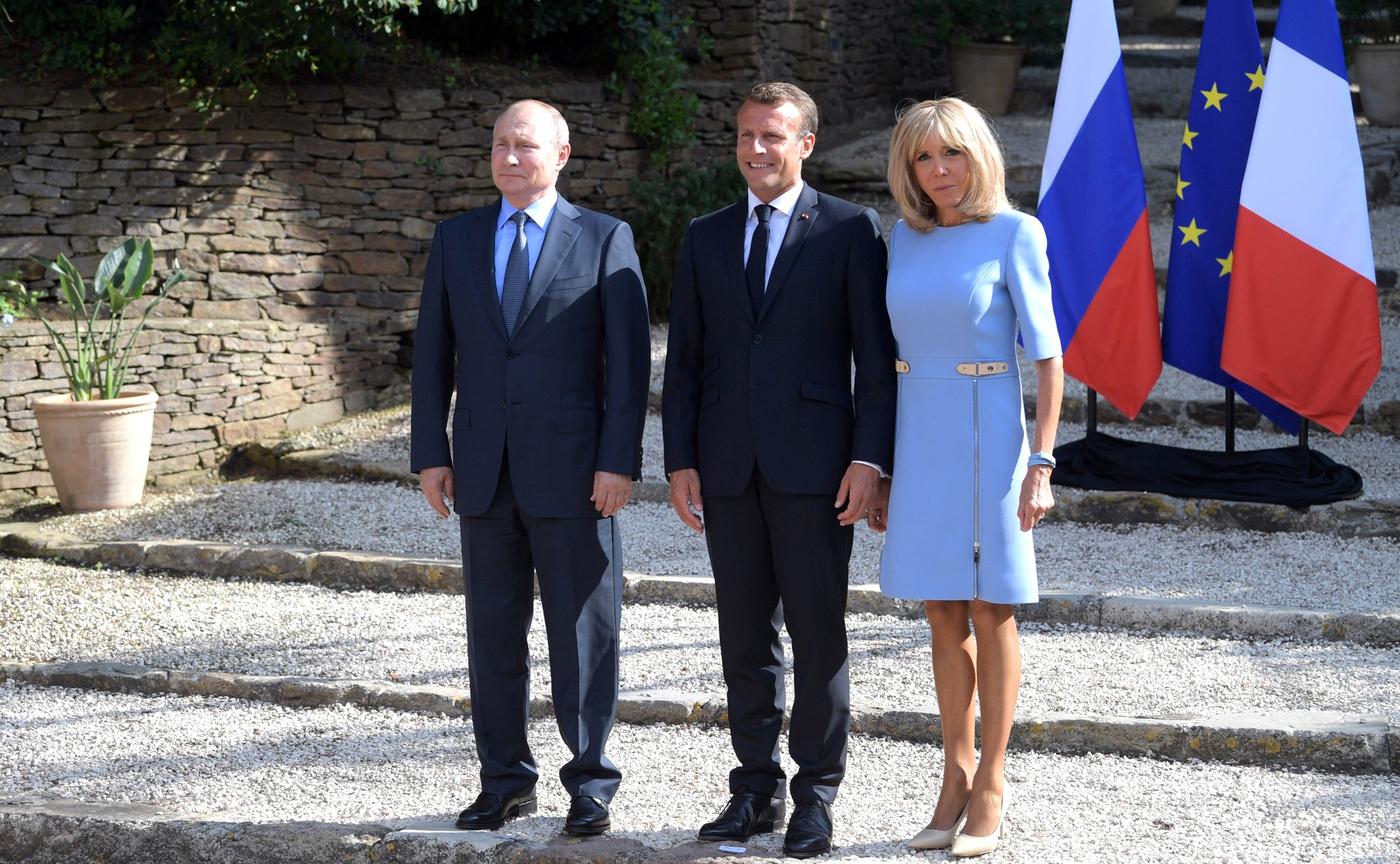
Visite officielle du président russe Vladimir Poutine, à l'été 2019.

- Le 24 août 1985, François Mitterrand y reçoit le chancelier de la République fédérale d'Allemagne Helmut Kohl[31].
- Le 16 août 2004, Jacques Chirac y reçoit le président de la République algérienne Abdelaziz Bouteflika[31].
- Le 14 août 2008, Nicolas Sarkozy reçoit la secrétaire d’État américaine Condoleezza Rice pour établir un plan de paix sur la crise Géorgie–Russie[31].
- Le 3 août 2018, Emmanuel Macron y reçoit la Première ministre britannique Theresa May pour s’entretenir des négociations sur le Brexit.
- Le 19 août 2019, Emmanuel Macron reçoit le président de la fédération de Russie Vladimir Poutine avant le sommet du G7 prévu à Biarritz.
- Le 20 août 2020, Emmanuel Macron y reçoit la chancelière fédérale d'Allemagne Angela Merkel[47].

### Sommets et réunions de travail
- Le 20 août 2010, le Premier ministre, François Fillon, la ministre de l'Économie et des Finances, Christine Lagarde, et le ministre du Budget, François Baroin, sont conviés à Brégançon pour une réunion de travail sur le budget de l'État.

## Organisation de la résidence
Le fort a conservé son aspect d'origine, du XVIIe siècle, composé de deux tours (le donjon et la tour ouest) et un corps de bâtiment, agrémenté d'un belvédère dominant la falaise du rocher et la plage privée de la résidence. Il comporte également un héliport et un jardin.
L'ensemble formé par la tour Ouest et le bâtiment face à la presqu'île de Giens (intégrant un appartement pour le Premier ministre ou un chef d'État en visite ainsi que les salons et salles à manger) constitue le pavillon présidentiel. La tour Est accueille le bureau présidentiel ; la tour Ouest constitue la suite présidentielle (elle ne se visite pas).
Le seul accès carrossable au fort depuis le continent passe par une propriété privée appartenant à la famille grand-ducale de Luxembourg, résidence qui n'a pas de statut d'extraterritorialité. L'autorisation de passage sur ce terrain a été obtenue en 1968 par les autorités françaises,,.
La sécurité est assurée par deux pelotons de gendarmerie, deux équipes de la garde républicaine qui y séjournent en permanence, un patrouilleur et un autre navire de la Marine nationale lorsque le président y est. Les coûts d’entretien et de fonctionnement du fort sont mal connus.
En 2005, une zone réglementée a été instaurée afin d'assurer la protection du fort. Identifiée LF-P 48, il s'agit, dans ses limites latérales, d'un cercle de 3 kilomètres de rayon centré sur le point 43° 05′ 30″ N, 6° 20′ 00″ E, et elle s'étend verticalement de la surface à 1 000 mètres d'altitude,.

## Visite
En 2005, sur demande de la direction régionale des affaires culturelles de Provence-Alpes-Côte d'Azur (Conservation régionale des monuments historiques), les services de l'Élysée acceptent l'ouverture du fort de Brégançon à la visite pour les journées européennes du patrimoine.
Mais l'afflux de visiteurs est tel que la décision est prise de prévoir un film de 12 minutes d'introduction à la visite, pour les journées portes ouvertes de 2006. Celui-ci, réalisé par « II/3 production », permettait de présenter au niveau du portail du fort un bref historique et une visite virtuelle ayant l'avantage de meubler l'attente de 15 minutes de chaque groupe de 20 visiteurs, tout en permettant une présentation de pièces inaccessibles du fait de la configuration des lieux difficiles d'accès. Le film est introduit par un texte de bienvenue du président de la république, François Mitterrand et se termine par une présentation des missions du service régional des monuments historiques.
Depuis, ces ouvertures initialement limitées aux seules journées portes ouvertes du patrimoine se sont perpétuées jusqu'en 2011.
Le 12 octobre 2013, François Hollande, alors président de la république, décide d'ouvrir plus largement le monument au public et confie à cet effet la gestion de cette résidence présidentielle au Centre des monuments nationaux.
À la suite du succès rencontré en 2014, le Centre des monuments nationaux décide d'ouvrir le fort pour une nouvelle saison du 14 mai au 30 septembre 2015. Le monument, ouvert de 9 h à 20 h, est accessible avec un guide par une navette privée, sur présentation du bon de réservation acquis auprès de l'office de tourisme, spécifiant le jour et l’heure de la visite. La visite, qui doit faire l'objet d'une réservation préalable, est commentée et dure deux heures.
Puis sur décision du président Emmanuel Macron, le site est à nouveau géré en direct par la présidence de la République. Mais les visites restent possibles.
Les visiteurs sont alors pris en charge devant le portail, en face du parking (privé et payant) situé à la fin de l'avenue Guy-Tezenas. Après une distance d'environ 700 mètres sur une voie privée, l'on entre via un sas d'accès sur la jetée et le domaine contrôlé du fort.

## Cinéma et littérature
Le fort a servi de lieu de tournage pour le film Capitaine sans peur (1951) de Raoul Walsh, avec Gregory Peck.
Il fait l'objet d'un livre illustré pour enfants, Brégançon, Légende de la Reine Jeanne (texte de Mireille Pradier, images de Guy Sabran, éditions G.P., avril 1946).